# Коричневий шум (епізод Південного Парку)
Коричневий шум (англ. World Wide Recorder Concert) — епізод 317 (№ 48) серіалу «Південний Парк», прем'єра якого відбулася 12 січня 2000 року.

## Сюжет
Чотири мільйони третьокласників, включаючи клас містера Гаррісона, збираються виконати пісню «Моя країна для мене» на всесвітньому флейтовому концерті, який проводиться в Оклахома-сіті  під керівництвом Йоко Оно і Кенні Джі. Через повінь місце проведення концерту переносять в Літл-Рок, де виріс містер Гаррісон. Звістка про те, що класу доведеться їхати в Арканзас, викликає у містера Гаррісона нервовий зрив, тому що, як з'ясовує містер Мекі, він піддавався в дитинстві сексуальним домаганням з боку свого батька. Містер Мекі радить Гаррісону не боятися і зустрітися з батьком.
Приїхавши в Літл-Рок, містер Гаррісон зустрічається з батьком і несподівано починає дорікати його не в домаганнях, а в їх відсутності, що, на його думку, свідчить про те, що батько його не любив. Коли містер Меки дізнається про справжній стан речей, він зустрічається з Гаррісоном-старшим і намагається переконати його зайнятися сексом з сином, адже інакше той може померти. Гаррісон-старший йде в бар, щоб запитати у друзів, чи варто переспати з сином, якщо від цього залежить його життя. Його друзі сприймають питання як психологічний тест і починають ставити інші запитання в дусі «Переспав б ти з батьком, щоб врятувати життя своїй матері». У підсумку серед ночі до містера Гаррисону в кімнату приходить ось, кого він приймає за свого батька (хоча насправді це Кенні Джі, якого Гаррісон-старший попросив переспати зі своїм сином). На наступний ранок містер Гаррісон їде з дому батьків в піднесеному настрої — тепер він упевнений, що батько любить його «по-справжньому».
Тим часом у Стена, Кенні, Кайла і Картмана виникає конфлікт з третьокласниками з Нью-Йорк а, які вважають їх селюками і називають «випукамі». Картман намагається знайти «коричневу ноту» — особливу ноту, при звуці якої у людей мимоволі спорожнюється кишка. Поки хлопці шукають в словниках значення слова «випук», Картман знаходить потрібну ноту, і хлопчики вирішують внести зміни в ноти дітей з Нью-Йорка, щоб ті обробилися на людях. За випадковим збігом обставин виправлені ноти роздають усім учасникам в концерті дітям. Під час виконання пісні хлопчики розуміють, що всі грають змінену мелодію, але не встигають зупинити концерт, і після виконання «коричневої ноти» чотирма мільйонами дітей у всіх людей на Землі мимоволі спорожнюється кишка. Діти з Нью-Йорка схвально відгукуються про витівки з «коричневою нотою» і називають хлопців «крутими». В кінці епізоду містер Меки роз'яснює хлопцям, що «випук» позначає «виділення газу з піхви».

## Смерть Кенні
Кенні гине в результаті масового виконання «коричневої ноти». Наприкінці епізоду, коли диктор говорить про те, що сталося: «… кого-то це довело до смерті …» показують місце концерту — все в фекаліях — і труп Кенні, який пожирають щури.

## Факти
- У цьому і кількох наступних епізодах Міс Крабтрі чомусь називають Міс Колтун (можливо, з якогось моменту її прізвище почали переводити).
- У серії використовується ідея міської легенди про існування так званої «Коричневої ноти» (англ. brown note) — звуку, який спонукає людину мимоволі спорожнити кишку. Реального наукового доказу «коричневої ноти» не існує. В оригіналі герої помилково називають її «Коричневим шумом» (англ. brown noise), реально існуючим звуком, який, однак, не володіє особливим впливом на людську фізіологію. У фільмі висота коричневої ноти описана як «92 цента нижче мі-бемоль найнижчою октави», хоча реально звучить звук — фа-дієз. У будь-якому випадку, відтворення нот такої висоти лежить за межами можливостей альтовій блокфлейти.
- Той факт, що провінційний Арканзас є штатом, висміюється протягом епізоду кілька разів. Так, наприклад, коли містер Меки оголошує про те, що концерт буде проводитися в Арканзасі, Стен перепитує: "А що таке Арканзас? Це штат? ". Пізніше, при в'їзді на територію Арканзасу біля дороги стоїть банер з написом "Ласкаво просимо в Арканзас. Так, ми теж штат ".
- Виходячи від батьків, містер Гаррісон наспівує пісню «Put on a Happy Face» з мюзиклу  Bye Bye Birdie .
- В одному з епізодів Стен, переконавшись в дієвості коричневої ноти, запитує «Ти думаєш про те ж, про що і я?», На що Картман дає відповідь не пов'язаний з ситуацією. Можливо, це відсилання до мультсеріалу «Пінкі і Брейн»
- У момент коли містер Маки запитує «Це там не наші хлопчики?» Праворуч від містера Гарисона можна побачити шапку Стена.
- Коли Міс Колтон запитує Гаррісона, куди їм їхати, той відповідає: «Направо до другої зірки і прямо до ранку», що є відсиланням до Пітеру Піну.
- Під час діалогу Гаррісона і Міс Колтон в автобусі, на задньому плані присутній Кенні, хоча до цього він був убитий.
- У цій серії ми дізнаємося, що Містер Гаррісон більше схожий на матір, ніж на батька.